# Paul Tagliabue
Paul John Tagliabue (nacido el 24 de noviembre de 1940 en Jersey City, Nueva Jersey) fue el Comisionado de la National Football League. Tomó posición de ese cargo en 1989 y su sucesor fue Roger Goodell, quien fue elegido en esa posición el 8 de agosto de 2006. El retiro de Tagliabue fue efectivo el 1 de septiembre de 2006. 
Estudió en la Universidad de Georgetown donde jugó baloncesto con el equipo de los Hoyas. Aún permanece como uno de los líderes reboteadores de Georgetown.
Sirvió como abogado para la NFL, antes de ser elegido como el Comisionado de la National Football League en 1989. 
Dos días después de los ataques terroristas del 11 de septiembre de 2001, Tagliabue anunció que los partidos programados en esa semana serían cancelados. Tagliabue dijo que estaba muy consciente de que el anterior comisionado, Pete Rozelle no había cancelado los partidos programados en la semana en que ocurrió el asesinato de John F. Kennedy en 1963, de lo cual Rozelle siempre estuvo arrepentido.
Fue la primera vez en que la liga cancelaba una semana completa de partidos desde la huelga de 1987.
Se anunció una semana después que los juegos pospuestos serían jugados en una semana que sería agregada al final de esa temporada, jugándose por primera vez el Super Bowl en el mes de febrero.
El 20 de marzo de 2006, Tagliabue anunció su retiro como comisionado de la NFL, después de 16 años en ese puesto.
| Posición deportiva \| Predecesor: Pete Rozelle \| Comisionado de la National Football League 1989-2006 \| Sucesor: Roger Goodell \| | Posición deportiva \| Predecesor: Pete Rozelle \| Comisionado de la National Football League 1989-2006 \| Sucesor: Roger Goodell \| | Posición deportiva \| Predecesor: Pete Rozelle \| Comisionado de la National Football League 1989-2006 \| Sucesor: Roger Goodell \| |
| --- | --- | --- |
| Predecesor: Pete Rozelle | Comisionado de la National Football League 1989-2006                                                                                | Sucesor: Roger Goodell |